# 木花站
木花站（日语：／ Kibana eki */?）是位於宮崎縣宮崎市大字熊野，屬於九州旅客鐵道（JR九州）的日南線車站。

## 車站構造

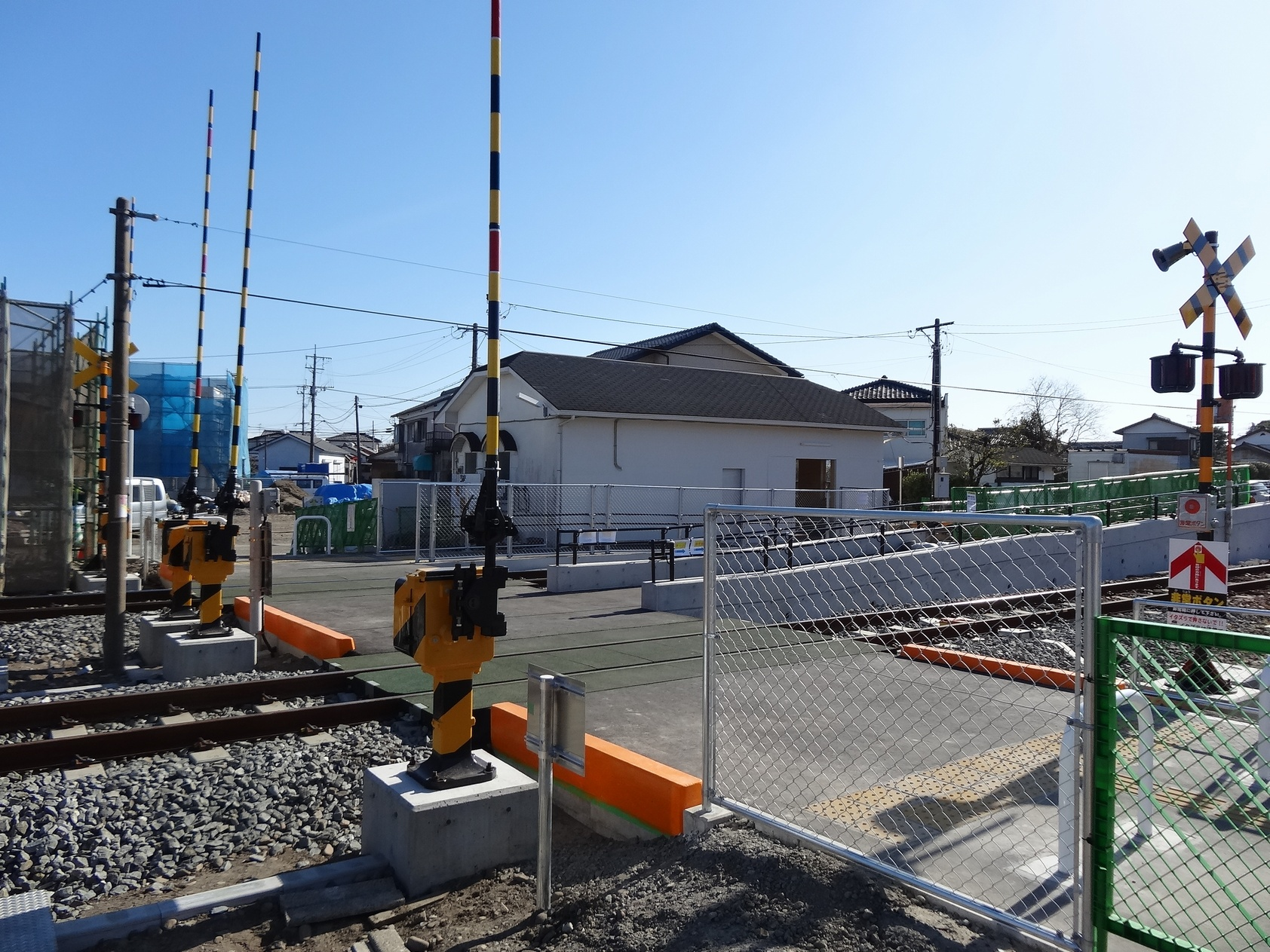
連接西出口、月台和站房（東出口）的平交道（2015年2月）

### 站房
建有以木搭建而成的站房1座，外牆塗上了讀賣巨人所代表的橙、黑及白色以及球隊的徽號，這是由於球隊於2022年2月選擇了附近的宮崎縣綜合運動公園作為該年替春季訓練營場地，當地社區透過SNS募捐了約100萬日圓的費用。
車站入口及開放式驗票口設於中央偏左側，左側為候車大堂，沿牆身設有兩張木製候車長櫈；右側為已停用的站務室，原來的售票及暨驗票窗口已被木板所圍封。前端曾放置了三個讀賣巨人的吉祥物展板、附有球員簽名的球棒，以及掛有已故棒球員木村拓也比賽時的照片。現時除了木村拓也的照片仍然保留外，吉祥物展板及球棒均已被移走。

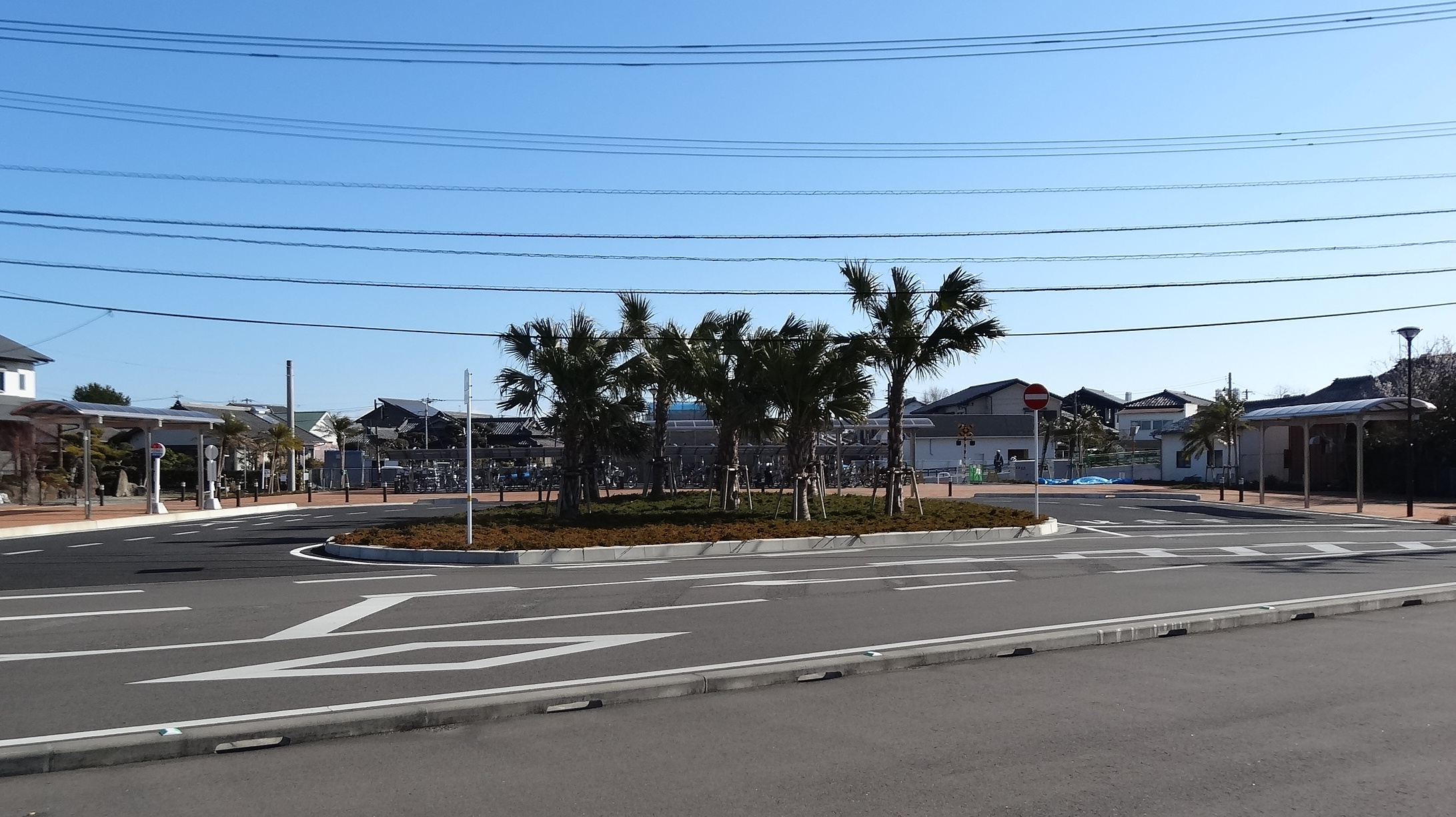
西出口前迴旋路（2015年2月拍攝）

通過驗票口後，沿小徑移至右端的路口，再沿平交道橫過下行路軌至月台。平交道兩端稱為東口及西口，均設有站前廣場。其中東口一端為迴旋處，設有為傷殘人士專用的停車位，右側新建有男、女及傷殘人士的獨立式洗手間及單車停泊場。，站房左端有路軌繼電所及投幣𢖷電話亭；西口廣場則設有巴士站、的士站、單車停泊場及為傷殘人士專用的停車位，是為了促進宮崎都市圈公共交通而興建，並於2014年3月尾完成。而在正式啟用前的2013年5月11日至6月14日期間，市公所進行了一項前導實驗，開辦了由本站至宮崎大學、大學醫院之間的接駁巴士服務。

### 月台
設有島式月台一個，長度為80米，有效長度為4輛，以無障礙斜道連接平交道和月台，月台上設有兩個有蓋候車亭，靠近斜道的候車亭設置了一座簡易型自動售票機及獨立座位式塑膠候車座椅；月台其餘部份皆為露天。雖然擁有多於一個月台，但至今仍未有為其設立月台編號。
| 月台             | 路線    | 上下行 | 方向                         |
| ---------------- | ------- | ------ | ---------------------------- |
| 東側（靠近站房） | ■日南線 | 下行   | 青島、油津、南鄉、志布志方向 |
| 西側             | ■日南線 | 上行   | 南宮崎、宮崎方向             |

## 歷史
- 1913年10月31日：宮崎輕便鐵道（後來為宮崎交通線（日语：宮崎交通線））赤江至內海之間開通，此站啟用。
- 1962年7月1日：宮崎交通線廢線，車站棄用。
- 1963年5月8日：日本國有鐵道日南線車站啟用[1]。
- 1987年4月1日：伴隨國鐵分割民營化，車站由九州旅客鐵道（JR九州）營運[8][9][10]。
- 2014年：

- 3月尾：西出口的交通廣場完成。
- 4月1日：西出口前迴旋路上新設木花巡回巴士（愛稱：該朵花巴士）巴士站。

- - 7月：西出口前迴旋路上新設宮崎交通（日语：宮崎交通）巴士站。
- 2015年：站房北邊新設廁所。同時，南邊的廁所因老化而關閉。
- 2016年：東出口的交通廣場（站前迴旋路）落成[3][4][5]。
- 2022年：

- 1月29日：站房翻新，並塗上讀賣巨人的應援配色。
- 4月1日：隨九州旅客鐵道宮崎支社成立，從鹿兒島支社轉移。

- 2025年度內：預計可以使用IC卡「SUGOCA」[13][14]。
- 未定：預計進行道路工程，連接至Sun Marine Stadium宮崎（日语：宮崎県総合運動公園硬式野球場）方向[4]。

## 使用狀況
本站為日南線內少數每日平均使用量能擠身JR九州車站首300位內，撇除南宮崎站和宮崎站後為全線第二位，僅次於飫肥站。
以下為近年的乘車人次列表：
| 年度 | 1日平均 乘車人次 |
| ---- | ---------------- |
| 1996 | 282              |
| 1997 | 318              |
| 1998 | 317              |
| 1999 | 303              |
| 2000 | 307              |
| 2001 | 289              |
| 2002 | 295              |
| 2003 | 323              |
| 2004 | 348              |
| 2005 | 333              |
| 2006 | 339              |
| 2007 | 326              |
| 2008 | 322              |
| 2009 | 281              |
| 2010 | 303              |
| 2011 | 295              |
| 2012 | 325              |
| 2013 | 343              |
| 2014 | 345              |
| 2015 | 359              |
| 2016 | 353              |
| 2017 | 371              |
| 2018 | 362              |
| 2019 | 367              |
| 2020 | 268              |
| 2021 | 292              |
| 2022 | 359              |
| 2023 | 352              |

## 車站周邊
相比鄰站，本站四圍有較為密集的民居，加上西端設有宮崎大學立花校園，相對有較多的乘客使用，而宮崎縣綜合運動公園的部份場館（如足球場、欖球場、單車場、硬式棒球場及武道館），距離本站亦較鄰站運動公園站為近。因此，每當有球賽於運動公園內進行時，JR九州都會因應情況加開臨時班次，亦會建議搭客以本站進出比賽場館。

## 相鄰車站
九州旅客鐵道（JR九州）
■日南線
■觀光特急「海幸山幸」號
通過
■快速「日南Marine」
田吉－木花－運動公園
■普通
南方站－木花－運動公園

### 統計資料
1. ↑  2015年度以前的資料來自宮崎縣統計年鑑。
2. ↑   (PDF). 九州旅客鉄道.   [2020-08-31]. （原始内容 (PDF)存档于2017-08-01） （日语）.
3. ↑   (PDF). 九州旅客鉄道.   [2020-08-25]. （原始内容 (PDF)存档于2019-07-06） （日语）.
4. ↑   (PDF). 九州旅客鉄道.   [2020-08-25]. （原始内容 (PDF)存档于2020-03-15） （日语）.
5. ↑   (PDF). 九州旅客鉄道.   [2020-08-25]. （原始内容 (PDF)存档于2020-08-24） （日语）.
6. ↑   (PDF). 九州旅客鉄道.   [2021-08-25]. （原始内容 (PDF)存档于2021-08-24） （日语）.
7. ↑   (PDF). 九州旅客鉄道.   [2022-08-26]. （原始内容 (PDF)存档于2022-08-26） （日语）.
8. ↑   (PDF).   [2023-10-24]. （原始内容存档 (PDF)于2023-09-06）.
9. ↑  駅別乗車人員上位300駅（2023年度） （页面存档备份，存于），JR九州。

## 外部連結
- JR九州木花站（日語）